# Palapa

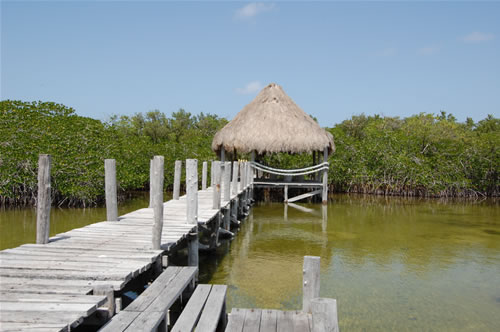
Palapa

La palapa (parola spagnola per "foglia polposa", di origine Maya) è una dimora senza pareti, con tetto composto da paglia ottenuta dall'essicazione di foglie di palma.
È tipica dei climi caldi ed, infatti, è largamente diffusa nelle aree costiere dell'America Centrale, in particolare quelle messicane.